# IV. Benedek pápa
IV. Benedek (latinul: Benedictus), (? – 903 júliusa) ülhetett 118.-ként Szent Péter trónjára 900. február 1-én. A korabeli források gyakran magasztalták Benedeket nagylelkűsége miatt, ami főként a szegényekkel szembeni jóságában mutatkozott meg. Pontifikátusáról hiányosak ismereteink.

## Élete
Rómában született, apját Mammolusnak nevezték. Az itáliai jómódú család sarjaként kiváló neveltetésben részesült, és hamarosan a papi pályára került. Formosus pápa szentelte fel pappá. Ez olyan jelentős volt Benedek életében, hogy később is mindenben hű maradt felszentelőjéhez. A római zsinat IX. János pápa halála után 900 első felében választotta meg a keresztény világ fejének. 

Első cselekedetei közé tartozik, hogy megerősítette a hullazsinat eltörlését és Formosus döntéseit. Foglalkozott a nápolyi püspök, István legitimitásának ügyével, és egyik zsinatán kiátkozta II. (Kopasz) Balduint, a reimsi érsek, Fulk gyilkosát. Legjelentősebb történelmi vonatkozású tette az volt, hogy 901 februárjában császárrá koronázta Provence királyát, III. Vak Lajost. Azonban a Német-római Birodalom gyengesége miatt az új spoletói herceg, I. Berengár az egész félszigetet elfoglalhatta. Ezzel tulajdonképpen még jobban elszigetelte Rómát a külvilágtól és felélesztette a város különböző pártjait. Benedek uralkodása alatt több kolostornak is megerősítette kiváltságait. 903 nyarán halt meg. Sírját a Szent Péter-bazilika elé, Guido kapujának közelében helyezték el.

## Művei
- Documenta Catholica Omnia (latin nyelven). (Hozzáférés: 2011. december 6.)